# Михайленко, Александр Станиславович
Алекса́ндр Станисла́вович Михайле́нко (укр. Олександр Станіславович Михайленко; род. 24 сентября 1968, Кировоград) — советский и украинский футболист, игравший на позиции полузащитника.

## Биография
Воспитанник кировоградского футбола, первый тренер — Юрий Горожанкин. В 18 лет дебютировал в основном составе кировоградской «Звезды» во второй лиге чемпионата СССР. Проведя в команде сезон, был призван на военную службу, во время которой выступал за киевский СКА. Затем получил предложение перейти в донецкий «Шахтёр», однако ни одной игры в основном составе «горняков» так и не провёл (14 матчей отыграл за дубль команды). В 1989 году вернулся в «Звезду», а сезон 1991 года провёл в криворожском «Кривбассе».
В первом чемпионате независимой Украины играл за александрийскую «Полиграфтехнику». Проведя 2 сезона за александрийцев, в 1993 году снова перешёл в «Звезду». В составе родной команды прошёл путь от второй до высшей лиги чемпионата Украины. Дебютировал в высшем дивизионе 1 ноября 1995 года, на 18-й минуте выйдя на замену вместо Ивана Руснака в выездном матче против киевского «Динамо». За «Звезду» выступал до 1997 года, в первом круге сезона 1996/97 отлучившись в «Кривбасс». Летом 1997 года перешёл в никопольский «Металлург», где и завершил карьеру.
Окончил факультет физвоспитания Кировоградского педагогического института. По завершении выступлений работал в частных коммерческих структурах.

## Стиль игры
Высокорослый, физически сильный футболист, в основном выступал на позиции опорного полузащитника, однако также с успехом мог сыграть в центре защиты, на флангах и в нападении.

## Семья
Старший брат футболиста и тренера Дмитрия Михайленко.

## Достижения
- Бронзовый призёр Второй лиги чемпионата Украины: 1993/1994
- Победитель Первой лиги чемпионата Украины: 1994/1995